# Напівнорма
Напівнорма або переднорма — узагальнення поняття норми; на відміну від норми напівнорма може бути рівною нулю на ненульових елементах простору.

## Визначення
Напівнормою називається функція {\displaystyle p\colon L\to \mathbb {R} }, у лінійному просторі {\displaystyle L\,} над полем дійсних або комплексних чисел, що задовольняє наступним умовам:
1. Абсолютна однорідність: {\displaystyle p(\alpha x)=|\alpha |p(x)\,} для будь-якого скаляра {\displaystyle \alpha \,}
2. Нерівність трикутника: {\displaystyle p(x+y)\leqslant p(x)+p(y)} для всіх {\displaystyle x,y\in L}

Простір {\displaystyle {(L,\;p)}} називається напівнормованим простором.

## Властивості
- {\displaystyle p(0)=0\,}

Ця властивість одержується з першої умови визначення і рівності {\displaystyle 0\cdot 0=0}, тут перший нуль належить полю дійсних або комплексних чисел, а другий і третій — простору {\displaystyle L.\,}
{\displaystyle p(0)=p(0\cdot 0)=|0|\cdot p(0)=0}
- {\displaystyle p(x)=p(-x)\,}

Ця властивість також є наслідком першої умови при {\displaystyle \alpha =-1\,}.
- {\displaystyle p(x)\geqslant 0}

Якщо припустити існування такого {\displaystyle x^{*}\,}, що {\displaystyle p(x^{*})\,<0}, то з першої умови визначення одержується, що і {\displaystyle p(-x^{*})<0\,}. Скориставшись другою умовою {\displaystyle p(0)=p(x^{*}-x^{*})\leqslant p(x^{*})+p(-x^{*})<0} одержуємо суперечність з першою властивістю.